# Via de' Pepi
Via de' Pepi si trova a Firenze nella zona di Santa Croce, tra piazza Santa Croce e via dei Pilastri.

## Storia
La strada prende il nome dalla famiglia Pepi, che qui ha il proprio palazzo e che, secondo la tradizione, si era arricchita col commercio del pepe.

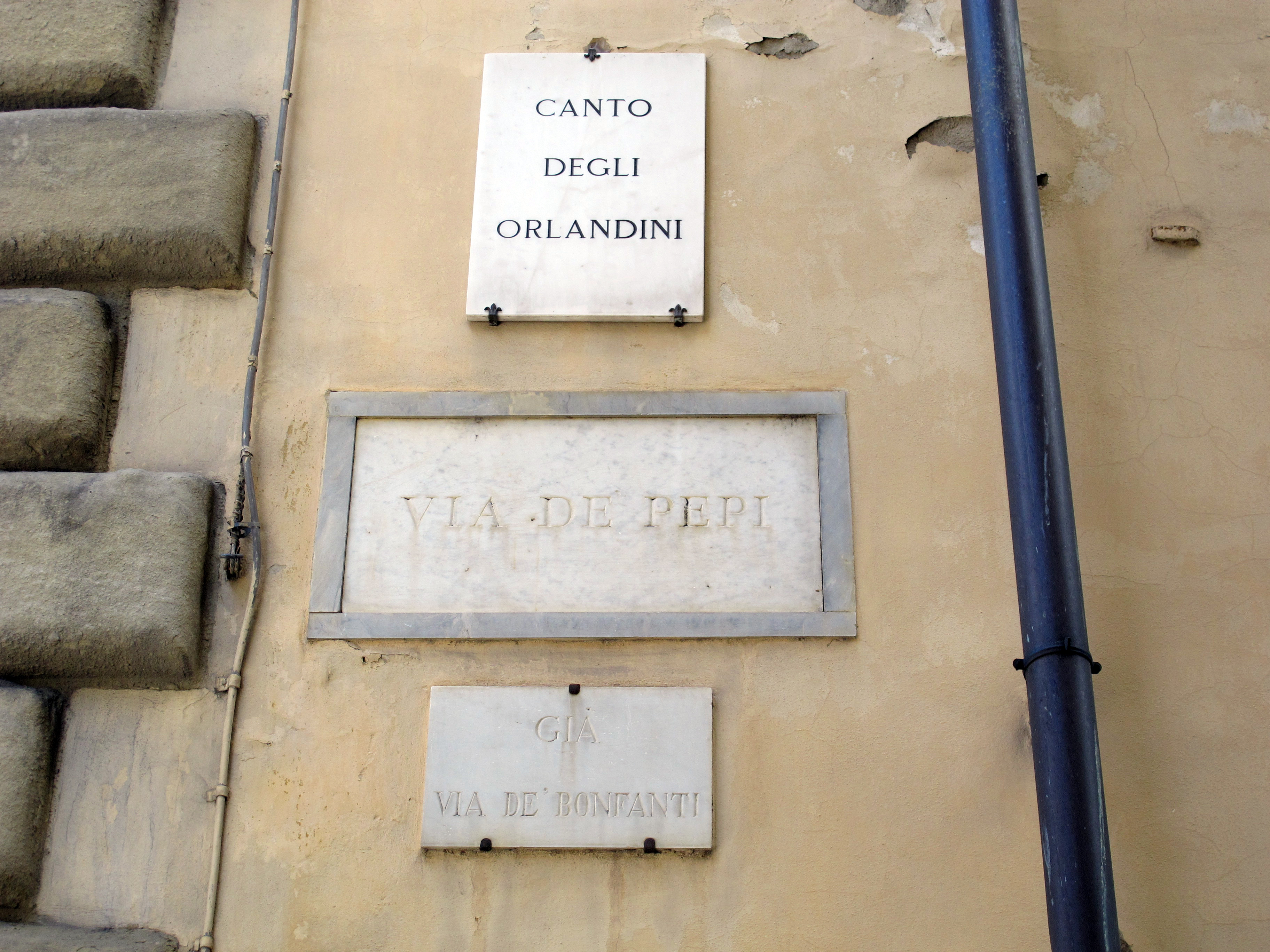
Via de' Pepi, al Canto degli Orlandini

Nel corso del tempo, così come voleva l'uso antico, la strada aveva assunto denominazioni diverse in ragione dei vari tratti, ancora ben documentate nella pianta delineata da Ferdinando Ruggieri nel 1731. Il primo canto, confinante con piazza Santa Croce si chiamava "Canto alle Mosche", probabilmente perché battuto dal sole e frequentato dagli insetti. Questo primo tratto di strada si chiamava via dei Bonfanti, dal nome di una famiglia che vi abitò fino al 1340 circa, dando alla Repubblica 7 priori e 2 Gonfalonieri di Giustizia e che cedette appunto le sue case ai Pepi.
Il tratto successivo,  tra via Ghibellina e via dell'Agnolo, era chiamato via San Giuliano, prendendo forse il nome da un antico ospizio, e in seguito via della Pietà e via della "Pietra", forse per corruzione. Fino a via Pietrapiana, aveva poi nome "via del Ciriagio" ("ciliegio") e poi via della Colomba: se la prima denominazione era probabilmente legata alla presenza di un albero, in una zona già ricca orti e giardini, la seconda era forse spiegabile con la presenza di un'antica locanda con un'insegna al volatile, oppure da una raffigurazione della colomba dello Spirito Santo. Questo tratto venne stravolto dalla costruzione della Casa del Fascio  (poi Ufficio Tecnico Erariale), del palazzo dei Tipografi e delle poste di via Pietrapiana.
Oltrepassato lo slargo formatosi tra gli anni trenta e cinquanta del Novecento, con la via Martiri del Popolo, la strada riprende il suo antico tracciato. Questo tratto, fino alla via di Mezzo, aveva anticamente nome via del Pino, o del Canto al Pino, e poi via dell'Androne (storpiato anche come "Landrone"). Vi si affacciano palazzetti modesti ma antichi, con eleganti portaletti e corredati spesso da stemmi.
L'ultima porzione, tra la via di Mezzo e via dei Pilastri, cambiava ancora nome: prima via del Canto al Galeone, forse per l'insegna di un'osteria, e poi via di Sant'Anna, da un tabernacolo situato in prossimità di via dei Pilastri, che ugualmente si chiamava canto di Sant'Anna.
Le trasformazioni subite nel tempo dal tracciato riguardano essenzialmente gli esiti dell'intervento di risanamento del quartiere di Santa Croce avviato nel 1936, che portò alla distruzione delle vecchie case poste sulla porzione del tracciato tra via dell'Agnolo e via Pietrapiana, con l'edificazione di nuovi fabbricati tra i quali il complesso dell'Ufficio tecnico erariale, del palazzo dei Tipografi e del palazzo delle Poste. In una di queste case abbattute, al n. 25, Vasco Pratolini immaginò la residenza di Valerio, protagonista e alter-ego dello scrittore, narrato nel romanzo Il quartiere (1944).

## Descrizione
Lungo il tracciato della strada si intersecano via del Fico, via Ghibellina, via dell'Agnolo, via dell'Ulivo, via Martiri del Popolo, via Pietrapiana e via di Mezzo.
Ad eccezione dei nuovi edifici eretti tra gli anni trenta e cinquanta del Novecento, la via è per lo più segnata da semplici e comunque antiche case a schiera, per lo più già di proprietà di enti ecclesiastici. Il carattere complessivo dell'arteria è quindi residenziale popolare, con l'emergenza del palazzo Pepi Ferri nella zona prossima alla basilica di Santa Croce. Dal lato opposto "si allineano palazzetti modesti, ma d'una certa nobiltà, con eleganti portaletti e piccoli stemmi corrosi dal tempo. Un intelligente restauro al loro interno potrebbe rendere a questo tratto di strada una certa dignità urbanistica" (Bargellini-Guarnieri).

### Edifici
| Immagine | N°    | Nome                                    | Descrizione |
| -------- | ----- | --------------------------------------- | --- |
|          | s.n.  | Casa Benvenuti Galletti                 | L'edificio, con vari elementi che ne rimandano la configurazione al Cinquecento, è ricordato nel repertorio di Bargellini e Guarnieri che lo segnalano per l'eccellente restauro. Già proprietà dei Benvenuti da Rondine (che sicuramente lo possedevano nel 1427), è stato dei Galletti e quindi dei Bruzzichelli. Ancora oggi si presenta in ottimo stato di conservazione a seguito di ulteriori e recenti interventi ai fronti. Organizzato su quattro piani per tre assi è coronato da una spaziosa altana a colonne doriche. Sul portone è uno scudo abraso. |
|          | 1     | Casa                                    | L'edificio presenta un fronte (cinque assi di finestre per quattro piani) privo di elementi architettonici di rilevo. La segnalazione vale per la presenza, sull'accesso segnato 3 rosso, di un pietrino a scudo, fortemente eroso ma che ancora mostra un modellato che rimanda alle insegne dell'Ordine Francescano, con più che probabile riferimento a un possesso un tempo del vicino convento di Santa Croce. |
|          | 2     | Palazzo Gargiolli                       | Affacciato anche su piazza Santa Croce 14, l'edificio, che in parte guarda sull'attuale largo Piero Bargellini, si presenta nelle belle forme assunte nel corso di un rifacimento ottocentesco. Sviluppato su tre piani per sette assi mostra un portone protetto da un balcone retto da vistose mensole a volute e foglie d'acanto, di buona qualità esecutiva, attualmente tinteggiate e presumibilmente in pietra artificiale. |
|          | 3     | Casa                                    | La casa (tre assi per quattro piani) presenta un fronte privo di elementi architettonici di rilievo e tuttavia è di antica fondazione e capace - per la pausata scansione delle finestre pur semplicissime - di coesistere con i palazzi che le sorgono vicino senza per questo sentirsi umiliata. Una nota di Andrea Cecconi la dice abitata, nei primi anni trenta del Novecento, dallo scrittore Vasco Pratolini, allora impiegato in una tipografia di Borgo Allegri. |
|          | 4     | Palazzo                                 | Si tratta di un edificio con il fronte organizzato su quattro assi per tre piani, il terzo frutto di una più tarda soprelevazione. Si può parlare di 'palazzo' in ragione dell'importanza del portone di accesso, posto a destra, ad arco, di notevole ampiezza e incorniciato da bugne di pietra. Le finestre del primo piani, per quanto di disegno semplificato, denotano modi seicenteschi. |
|          | 5-7-9 | Palazzo Pepi Ferri                      | Il palazzo risale agli inizi del Quattrocento e risulta ingrandito tra il 1441 e il 1553 grazie all'acquisto di alcune case confinanti, alcune delle quali di proprietà della famiglia Bonfanti. Nei secoli passò di proprietà a varie famiglie, tra le quali i Serragli, gli Strozzi e i Pucci, fino a pervenire nel 1653 alla famiglia Pepi, che aveva oramai assunto grande rilievo nella vita sociale della città. Questi, pur salvaguardando molti elementi, provvidero a vari lavori fino a conferire all'edificio l'aspetto attuale. Oltrepassato il portone e superato l'ampio androne, l'edificio si mostra articolato attorno ad un cortile interno, con una ricchissima decorazione a graffito. |
|          | 8     | Casa                                    | Una casa di forme antiche ha vicino al portone d'ingresso, centinato e incorniciato di bozze di pietra, una buchetta del vino. |
|          | 12-14 | Palazzo Salvetti Sebregondi             | In angolo su via Ghibellina (dove si trova la facciata principale), il palazzo presenta attualmente caratteri definiti tra la fine del Cinquecento e gli inizi del secolo successivo su progetto del cavalier Lorenzo Sirigatti, che unificò e ridisegnò le preesistenze su commissione dei Della Fonte. |
|          | s.n.  | Palazzo Gherardi                        | In angolo con via Ghibellina (dove si trova il fronte principale), il palazzo fi già della famiglia Gherardi, quindi dei Curadossi e infine dei Picchi. Si estende con i suoi tre piani fino all'angolo di via de' Pepi, proponendosi con un fronte principale organizzato su ben dieci assi. Nonostante le dimensioni il disegno è di sobria e misurata euritmia, com'è tipico dell'architettura fiorentina del Quattrocento, periodo al quale devono essere riferite le attuali forme che Guido Carocci segnala come "elegantissime". |
|          | 24-26 | Palazzo dei Tipografi                   | Negli anni trenta tre isolati del quartiere di Santa Croce vennero interessati da sventramenti destinati a costruire nuovi edifici moderni e un nuovo progetto urbanistico. Sebbene interrotti dalla guerra, i lavori ripresero negli anni Cinquanta, colmando con edifici moderni quello che nel frattempo era stato raso al suolo. Il palazzo dei Tipografi, detto anche casa dei Poligrafici, si trova nel lotto che doveva ospitare la scuola secondaria femminile di avviamento professionale Lucrezia Mazzanti, edificio progettato attorno al 1940 ma mai realizzato a causa della guerra. Dal 1952 si cominciò quindi l'erezione dell'attuale edificio sulla porzione sinistra del lotto, riservando la zona verso via Michelangelo Buonarroti all'edificio dell'Opera Nazionale Maternità e Infanzia. Il casamento in oggetto fu destinato, tra l'altro, a ospitare una tipografia, da cui la denominazione con la quale è conosciuto nel quartiere. Oggi vi ha sede, tra l'altro, una scuola d'arte. Architettonicamente si tratta di un edificio alquanto modesto, purtroppo rappresentativo della scarsa capacità progettuale che gli anni cinquanta espressero nell'edilizia minore: presenta una pianta a L che segue con prospetti di cinque piani via dell'Agnolo (8 assi) e via de' Pepi, così da determinare una corte alla quale si accede da via dell'Ulivo, destinata a parcheggi di pertinenza del casamento. |
|          | s.n.  | Poste di via Pietrapiana                | Su via de' Pepi si affaccia il lato posteriore della Sede della Direzione provinciale delle Poste e Telegrafi di Firenze |
|          | 49    | Casa                                    | La casa presenta un fronte organizzato su quattro piani per due assi di finestre, privo di elementi architettonici di interesse. Sopra l'ingresso all'edificio è un pietrino eroso, che per quanto somigliante a quelli dell'Opera dei Cappellani del Duomo, sembra invece da riferire alla "Cappella [...] di Santa Lucia dei Magnoli". |
|          | 52    | Casa                                    | La casa presenta un fronte oltremodo semplice, senza particolari architettonici che lo facciano distinguere rispetto alle altre case a schiera di antica fondazione che costeggiano questo tratto della via. Nel cospicuo numero di edifici di proprietà dei più disparati istituti religiosi che in questa zona popolare avevano acquisito nel corso del tempo proprietà, questa casa si segnala come riconducibile al convento di Santa Croce, come indicherebbe un pietrino oltremodo consunto e che comunque lascia intravedere due braccia incrociate, da riferire appunto a un istituto posto sotto la protezione di san Francesco e dei Francescani. |
|          | 56    | Casa                                    | La casa presenta un fronte organizzato su tre piani per due assi di finestre, ben distanziate tra loro, di modo che se ne potrebbe ricondurre l'origine a un'antica casa corte mercantile, poi riconfigurata. Al centro del fronte è un pietrino con un monogramma già ricondotto a un istituto non meglio identificato intitolato a Santa Maria, quindi identificato da Francesco Bini come proprio del convento delle Clarisse di San Matteo in Arcetri, sulla base dei riscontri effettuati su ulteriori insegne presenti nell'ex convento. |
|          | 57    | Casa                                    | La casa presenta un fronte organizzato su cinque piani (i più alti sicuramente frutto di tarde soprelevazioni a partire da una più modesta casa a schiera) per due assi di finestre. Si riscontrano sulla facciata due pietrini: l'inferiore presenta l'insegna propria del monastero della Santissima Annunziata alle Murate (lettere sovrapposte leggibili appunto come 'Murate' in campo rettangolare, in questo caso accompagnate dal numero 18 in caratteri romani), il superiore si mostra sotto forma di ovale contenente un'iscrizione che lo dichiara appunto di proprietà dell'Opera di Carità dei Cappellani del Duomo, accompagnato dal numero 46 sempre in caratteri romani. |
|          | 59r   | Casa del monastero di San Pier Maggiore | Si tratta di un edificio posto d'angolo con via di Mezzo 38, con il fronte su via di Mezzo di quattro piani per tre assi, privo di elementi architettonici d'interesse. Lo si segnala per la presenza su ambedue i fronti di pietrini a forma di rotella, abrasi e tuttavia ancora leggibili per il rilievo delle due chiavi di San Pietro decussate, ad attestarne l'antica proprietà da parte del vicino monastero di San Pier Maggiore. |
|          | 68    | Casa della Compagnia dell'Assunta       | La casa presenta un fronte organizzato su quattro piani (l'ultimo sicuramente frutto di una soprelevazione) per due assi di finestre, ben distanziate tra loro, di modo che se ne potrebbe ricondurre l'origine a un'antica casa corte mercantile, poi riconfigurata. Al centro del fronte è un pietrino di notevoli dimensioni e di forma quadrata, non riscontrato su altre case e non documentato dalla letteratura consultata, con al centro la figura della Vergine assunta al cielo, seduta su un trono di nubi (da lamentare la vistosa erosione della superficie) accompagnata in capo da due monti a sei cime sostenenti la Croce. Si tratta evidente di un pietrino che dichiarava la proprietà dell'edificio originario da parte di una qualche compagnia intitolata all'Assunta, variamente presenti in città. Tuttavia la vicinanza della casa al tabernacolo di Monteloro che sappiamo realizzato da una Compagnia dell'Assunta che aveva sede in borgo Pinti tra il complesso delle monache di Candeli e quello del monastero di Santa Maria Maddalena de' Pazzi, e la presenza dei monti a sei cime che ricorrono sia sul pietrino sia sul tabernacolo ('monti d'oro', da cui appunto per corruzione Monteloro o Montiloro) indicano con buona probabilità la dipendenza dell'edificio da quest'ultima confraternita.                                                                                               |
|          | 63    | Casa                                    | La casa presenta un fronte estremamente semplice, proprio di un'antica casa a schiera, attualmente organizzato su quattro piani per due assi di finestre. Al centro del fronte è un pietrino non documentato dalla letteratura consultata, con un pastorale che reca in basso tre palle, attributi tradizionali di san Nicola e quindi riferibile a una compagnia o altra istituzione a lui intitolata; l'unica similitudine si potrebbe trovare con un segnacolo, questa volta tondo e parzialmente abraso, in via San Niccolò 42, che sembra avere lo stesso libro di base per le tre palline e forse un pastorale. Ricorre anche il numero 17 in cifre romane, a indicare la posizione dell'immobile nel registro delle possessioni dell'ente proprietario. |
|          | 65    | Palazzo                                 | Si tratta di un grande palazzo attualmente sviluppato su quattro piani per otto assi di estensione. Il portone è fuori asse, a sottolineare i molti rimaneggiamenti subiti dall'edificio nel tempo, compresa la soprelevazione. |
|          | 67    | Palazzo al Canto di Sant'Anna           | Come per l'edificio precedente, si tratta di un grande palazzo organizzato per nove assi su quattro piani, con quello terreno di grande elevazione, segnato al centro da un bel portone incorniciato da bugne in pietra, soprelevato dal piano stradale con tre gradini e difeso da due paracarri, a denotare un pregio oggi ben poco percepibile per il pessimo stato della facciata. Il repertorio di Bargellini e Guarnieri lo segnala in quanto in comunicazione con quello al n. 32 di via Fiesolana: presenta un grazioso cortile e un androne con pitture cinquecentesche di soggetto religioso tra grottesche (la Fede, la Creazione di Eva, l'Arca di Noè) che farebbero pensare alla presenza in antico di un istituto religioso. |
|          | 73    | Casa con pietrino                       | La casa, nelle forme dell'edilizia popolare antica, si distingue per la presenza di uno stemma con la colomba dello Spirito Santo, memoria dell'antica proprietà da parte di un istituto religioso, forse San Basilio degli Armeni. |
|          | 74    | Casa dello Spedale di San Matteo        | Sul portale della casa si trova un pietrino con lo stemma dell'ospedale di San Matteo, oggi Accademia di Belle Arti |
|          | 79    | Casa                                    | Si tratta di una casa a schiera di antica fondazione, con il fronte organizzato su quattro piani per due assi, privo di elementi decorativi ad eccezione di brevi marcadavanzale. Lo si segnala per la presenza, sopra il portoncino d'ingresso posto a destra, di un pietrino con un putto in fasce, che chiarisce l'immobile quale proprietà, un tempo, dello spedale degli Innocenti. Più in alto è un traguardo che segna il livello raggiunto dalle acque durante l'alluvione del 4 novembre 1966. |

### Lapidi
La n. 79 una lapide di marmo indica il livello raggiunto dalle acque durante l'alluvione di Firenze del 1966. 
| ←—————————→ QUI ARRIVO' L'ACQUA DELL'ARNO IL 4 NOVEMBRE 1966 |

### Tabernacoli
Vicino a via Ghibellina si trova un tabernacolo con la Sacra Famiglia e san Giovannino, che aveva alla base una scomparsa lapide di marmo che ricorda un'indulgenza concessa da Giovanni XXII:
| GESÙ MIO MISERICORDIA BACIANDO LA SANTISSIMA CROCE POSTA IN QUALSIASI LUOGO PER CONCESSIONE DI PAPA GIOVANNI XXII L'ANNO MCCCXVII E DI PAPA CLEMENTE VI SI ACQUISTA PER OGNI VOLTA UN ANNO E QUARANTA GIORNI D'INDULGENZA LAUS DEO |

L'affresco era stato restaurato nel 1963 eliminando gran parte delle ridipinture e riscoprendo buona parte del disegno originario, ma fu presto ridanneggiato gravemente dall'alluvione di Firenze nel 1966. La scomparsa della lapide è relativamente recente: era ancora presente nell'87 quando la censì Guarnieri nel suo repertorio. Per volontà di Maria Luisa Pepi, nel 2011 il tabernacolo è stato restaurato in collaborazione con gli Amici dei Musei Fiorentini in onore della sua antica famiglia.
Al 68 un'edicola conserva un rilievo in arenaria, forse settecentesco, con una figura seduta in preghiera e sullo sfondo due monti con una croce sulla vetta, forse riferibili allo stemma della Compagnia dell'Assunta che si vede anche nel non lontano tabernacolo di Montiloro.
Al Canto di Sant'Anna, in angolo con via dei Pilastri, il tabernacolo mostrava Maria bambina con sant'Anna, tra i santi Francesco e Domenico (Guido Carocci), ed era affiancato da uno stemma con la colomba dello Spirito Santo e uno con un puttino in fasce dello Spedale degli Innocenti; le sue esili tracce furono coperte nel XX secolo da un'opera di A. La Naia, che fu danneggiata dall'alluvione e mai più ricollocata; oggi vi si trova una moderna rappresentazione di San Giorgio e il drago di Rocco Iacopini, collocata negli anni '80/'90 (restaurato nel 2022).

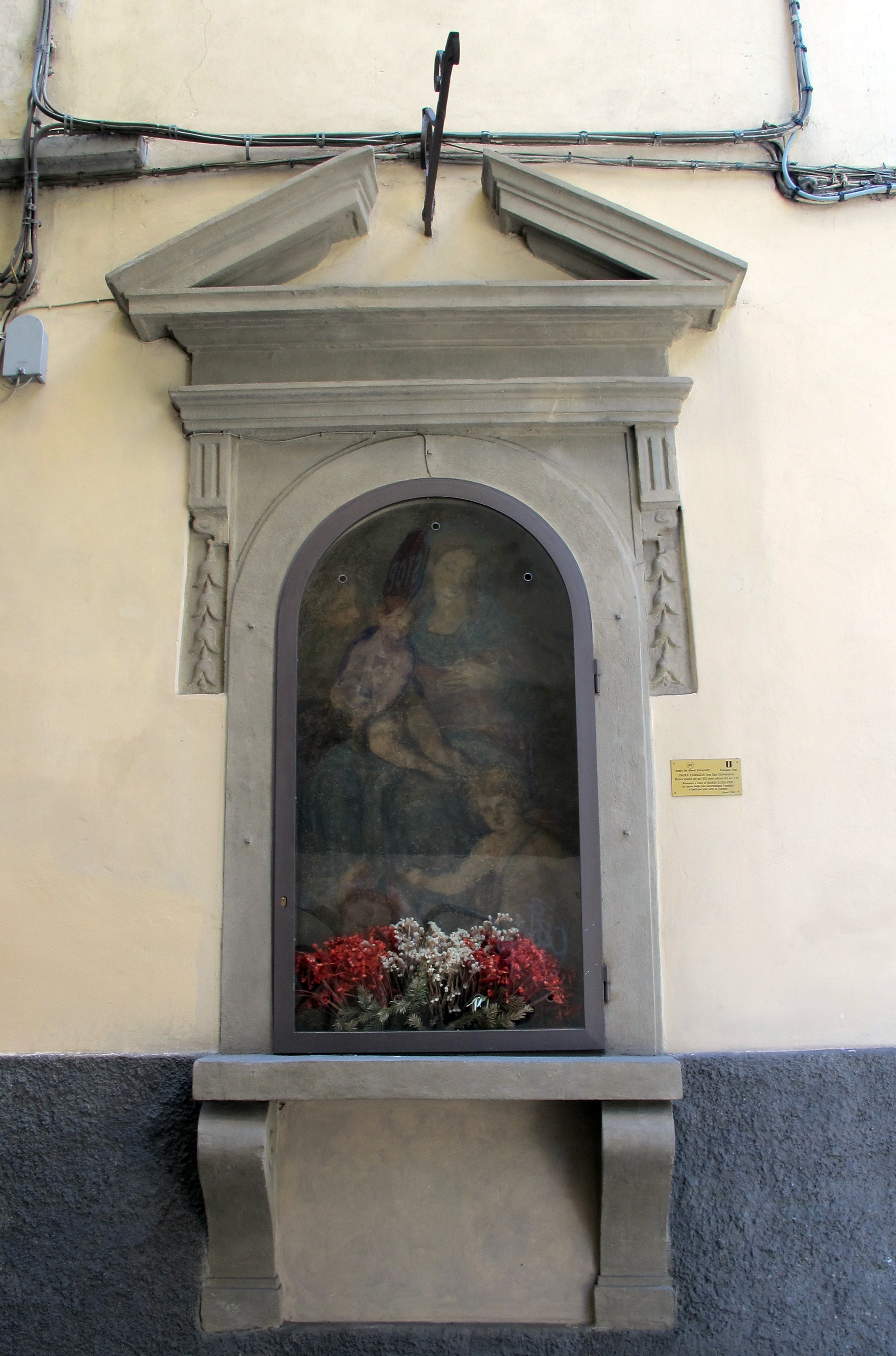
Tabernacolo con la Madonna col Bambino e san Giovannino
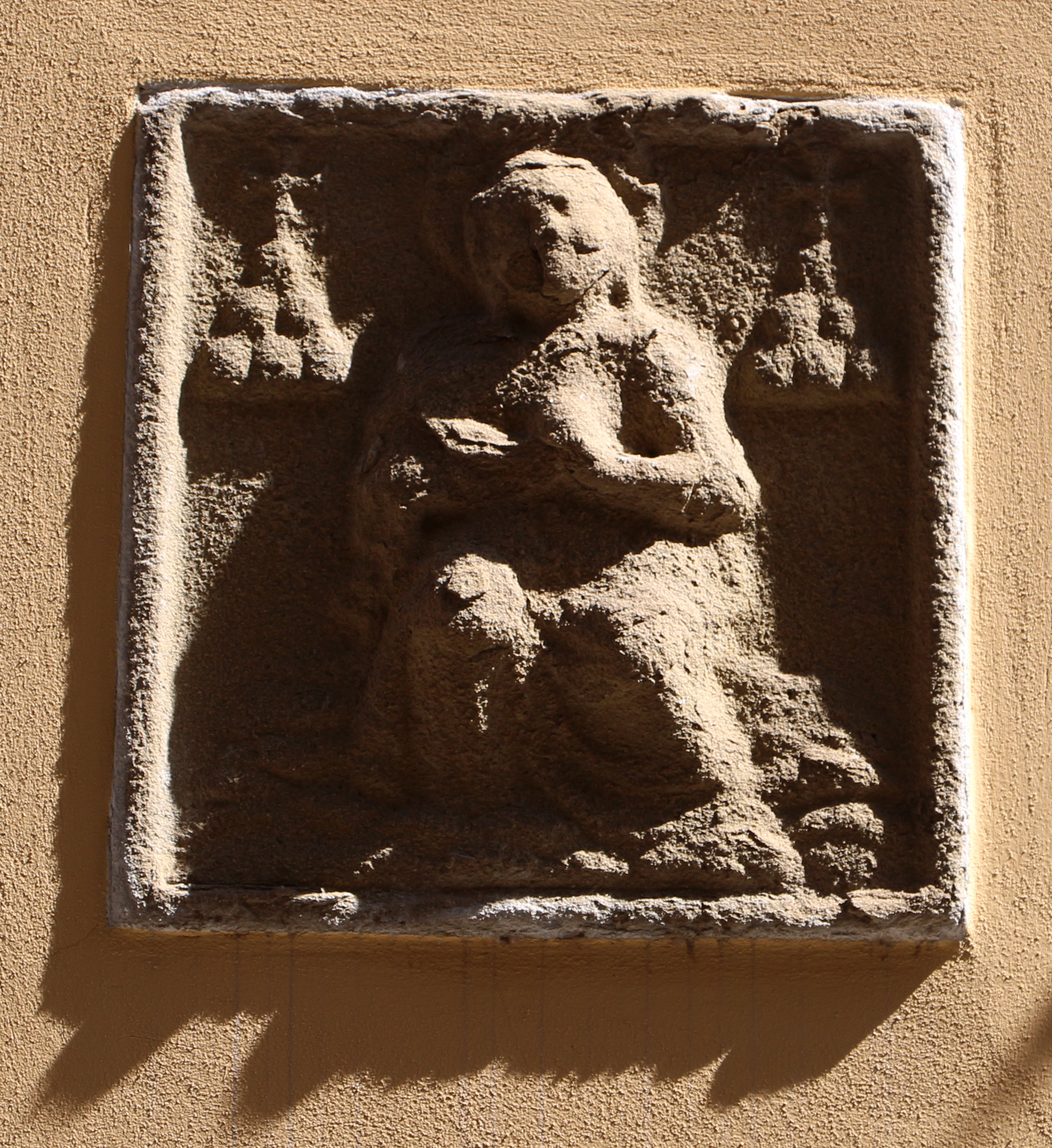
Il rilievo al 68
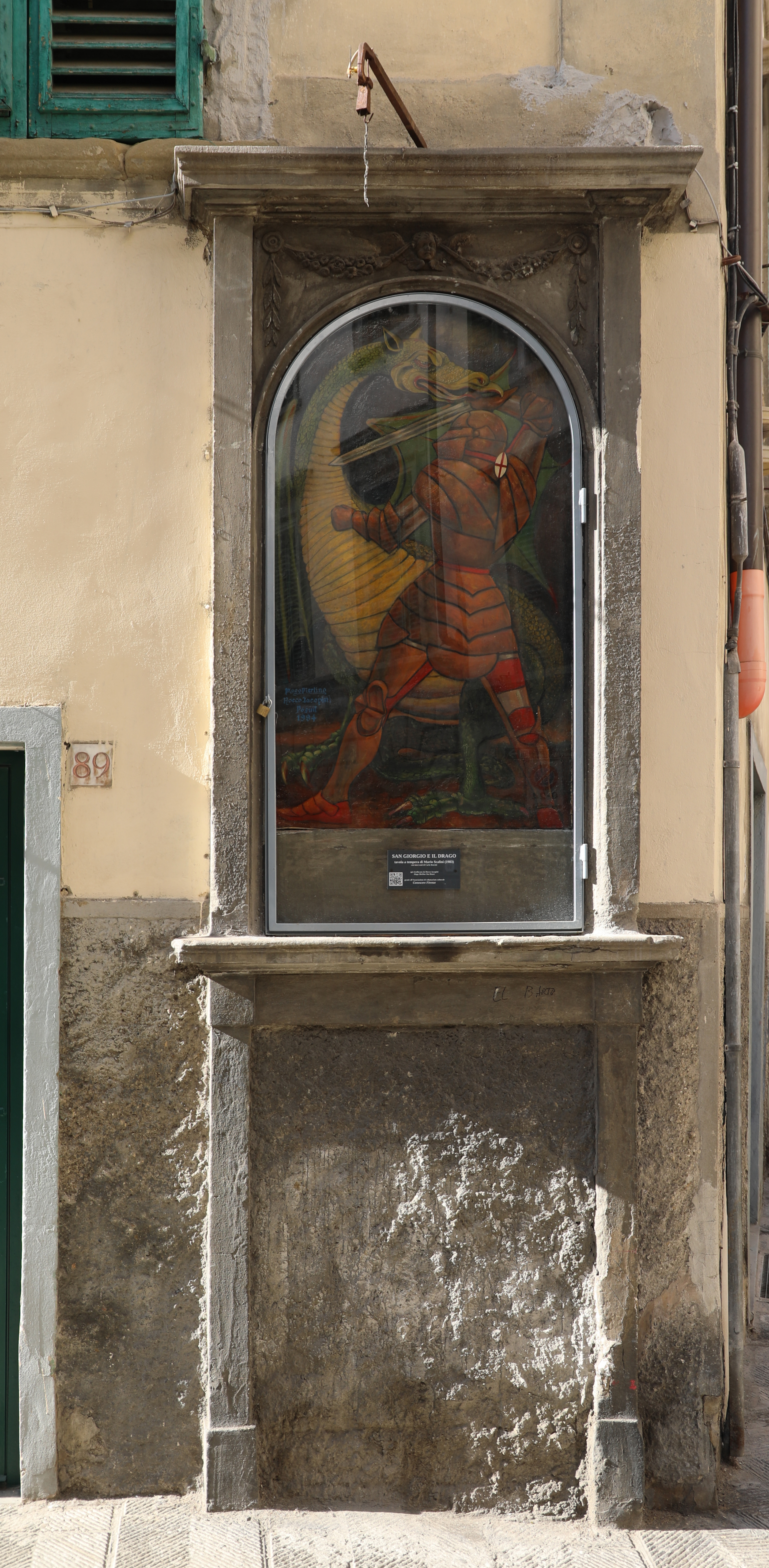
Tabernacolo al Canto di Sant'Anna (dopo il restauro del 2022)